# 242e division d'infanterie (Allemagne)
La  242e division d'infanterie (en allemand : 242. Infanterie-Division ou 242. ID) est une des divisions d'infanterie de l'armée allemande (Wehrmacht) durant la Seconde Guerre mondiale.

## Historique
La 242. Infanterie-Division est formée le 9 juillet 1943 sur le Truppenübungsplatz (terrain de manœuvre) de Gross-Born dans le Wehrkreis II par la redésignation de la Division A qui était en cours de formation à partir de convalescents de la 298. Infanterie-Division dissoute.
La division est détruite à Toulon en août 1944. Elle est officiellement dissoute le 7 octobre 1944. L'état-major de la division forme l'état-major de la 189. Infanterie-Division.

## Organisation

### Commandants
| Date                           | Grade           | Commandant      |
| ------------------------------ | --------------- | --------------- |
| 20 juillet 1943 - 26 août 1944 | Generalleutnant | Johannes Bäßler |

### Officiers d'opérations (Generalstabsoffiziere (Ia))
| Date                 | Grade               | Commandant |
| -------------------- | ------------------- | ---------- |
| 10 mai 1944 - ? 1944 | Oberstleutnant i.G. | Blanke     |

## Théâtres d'opérations
- Allemagne : juillet 1943 - août 1943
- Belgique : août 1943 - octobre 1943
- France : octobre 1943 - août 1944

## Ordres de bataille
1943
- Grenadier-Regiment 917
- Grenadier-Regiment 918
- Grenadier-Regiment 919
- Artillerie-Regiment 242
- Pionier-Bataillon 242
- Divisions-Nachrichten-Abteilung 242
- Divisions-Nachschubführer 242

1944
- Grenadier-Regiment 765
- Grenadier-Regiment 917
- Grenadier-Regiment 918
- Artillerie-Regiment 242
- Pionier-Bataillon 242
- Feldersatz-Bataillon 242
- Divisions-Nachrichten-Abteilung 242
- Divisions-Nachschubführer 242